# Zhou Kaiya
Pour les articles homonymes, voir Zhou et Kaiya.
Dans ce nom chinois, le nom de famille, Zhou, précède le nom personnel Kaiya.
 (août 2024).
Si vous disposez d'ouvrages ou d'articles de référence ou si vous connaissez des sites web de qualité traitant du thème abordé ici, merci de compléter l'article en donnant les références utiles à sa vérifiabilité et en les liant à la section « Notes et références ».
Zhou Kaiya (chinois simplifié : 周开亚 ; chinois traditionnel : 周開亞 ; pinyin : Zhōu Kāiyà) est un cétologue chinois spécialiste du dauphin de Chine ou Baiji.

## Biographie
Zhou Kaiya est né le 8 octobre 1932 [réf. souhaitée] au Zhejiang dans le district de Fenghua[réf. nécessaire].
Diplômé du département de biologie de l'université normale du Jiangsu en 1953, il est chargé de cours puis professeur à l'université normale de Nankin et y dirige le laboratoire de recherche sur les cétacés. Il est le quatrième président de la Société zoologique du Jiangsu[réf. nécessaire].
Dans les années 1980, il s'implique en particulier dans une tentative de préservation des derniers dauphins de Chine dans une réserve naturelle près de Tongling[réf. souhaitée].

## Principales publications(en)
- On the Conservation of the Baiji, 1982
- A project to translocate the Baiji, Lipotes vexillifer, from the main-stream of the Yangtze River to Tongling Baiji Semi-nature, 1986
- The Baiji and its Preservation, 1989
- Baiji: The Yangtze River Dolphin and Other Endangered Animals of China, 1991
- Baiji and the Yangtze River Basin endangered animals without Scroll, 2000
- Mitochondrial control region variability of baiji and the Yangtze finless porpoises, two sympatric small cetaceans in the Yangtze river, 2003
- Selected Papers of Zhou Kaiya, 2011